# Bemba (Sprache)
Bemba (auch unter ChiBemba, Wemba und IchiBemba bekannt) ist eine Bantusprache und die Sprache des Volkes der (Ba)Bemba.
Sie wird hauptsächlich in der Republik Sambia und außerdem in der Demokratischen Republik Kongo, Tansania und Botswana gesprochen. Man vermutet, dass über drei Millionen Menschen in Sambia Bemba als Muttersprache haben oder sie als Fremdsprache gelernt haben. Bemba ist in den Städten Sambias eine Art lingua franca und genießt, laut Ethnologue, in Sambia einen höheren sozialen Status als andere Sprachen, mit der Ausnahme von Englisch.
Bemba muss als „Hochsprache“ verstanden werden, unter der eine ganze Gruppe von Sprachen bzw. Dialekten subsumiert wird. Darunter sind die Hauptdialekte Ngoma, Lomotua, Nwesi und Lembue, aber auch die nachrangigen wie Aushi, Bisa, ChiMwanga, Chishinga, Kunda, Lala, Lamba, Luunda, Tabwa und weitere. (Diese Liste ist nicht vollständig; jede Quelle zählt andere Dialekte auf oder lässt sie weg.)
Eine Bemba-Kreolsprache (ChiKoppabeluti) entwickelte sich in den 1940er Jahren im sambischen Copperbelt.
Wichtige Floskeln:
| Deutsch          | Bemba               |
| ---------------- | ------------------- |
| Hallo, wie gehts | Muli Shani          |
| Mir geht es gut  | Bwino               |
| Guten Morgen     | Mwashebukeni        |
| Mein Name ist... | Ishina lyandi ni... |
| Dir das gleiche  | Ea mukwai           |
| Danke            | Natotela            |
| Menschlichkeit   | kubuntu             |
| Ja               | ee                  |
| Nein             | awe                 |
| Auf Wiedersehen  | Shaleenipo          |